# Aeroportul Municipal Park Falls
Aeroportul Municipal Park Falls (IATA: PKF, ICAO: KPKF, FAA LID: PKF) este un aeroport din Park Falls⁠(d), Comitatul Price, Wisconsin, Wisconsin, Statele Unite ale Americii ce deservește zona Park Falls⁠(d). A fost numit după zona deservită.
Situat la o altitudine de 458 m, aeroportul dispune de 1 pistă.

## Infrastructură

### Piste
Aeroportul dispune de o singură pistă. Pista 18/36 are suprafața de asfalt și dimensiunile 3.200 picioare × 60 picioare. 